# Пример Данжуа
В теории динамических систем, пример Данжуа — пример {\displaystyle C^{1}}-диффеоморфизма окружности с иррациональным числом вращения, имеющего канторово инвариантное множество (и, соответственно, не сопряжённого чистому повороту). М. Эрманом были затем построены примеры такого диффеоморфизма в классе гладкости {\displaystyle C^{1+\varepsilon }} (то есть, {\displaystyle C^{1}} с гёльдеровой производной с показателем {\displaystyle \varepsilon }) для любого {\displaystyle \varepsilon <1}. Эта гладкость не может быть далее увеличена: для диффеоморфизмов с липшицевой производной (и даже с производной, логарифм которой имеет ограниченную вариацию) имеет место теорема Данжуа, утверждающая, что такой диффеоморфизм с иррациональным числом вращения сопряжён иррациональному повороту (на соответствующее число вращения).

## Конструкция

Процедура вклейки

### Пример гомеоморфизма
Проще всего предъявляется пример гомеоморфизма окружности, число вращения которого иррационально, но который, тем не менее, не минимален. А именно, рассмотрим поворот {\displaystyle R} на некоторый иррациональный угол {\displaystyle \alpha }, и выберем произвольную начальную точку {\displaystyle x_{0}}. Рассмотрим её орбиту {\displaystyle x_{n}=R^{n}(x_{0})} (при всех целых {\displaystyle n}, как положительных, так и отрицательных). Произведём следующую перестройку: в каждой точке {\displaystyle x_{n}} разрежем окружность и вклеим интервал {\displaystyle I_{n}} некоторой длины {\displaystyle l_{n}>0}, так, чтобы сумма длин вклеенных интервалов сходилась:
{\displaystyle \sum _{n=-\infty }^{\infty }l_{n}<\infty .}
Тогда получившееся после такой вклейки множество по-прежнему будет окружностью, более того, на ней будет естественная мера Лебега (состоящая из меры Лебега на разрезанной старой окружности и меры Лебега на вклеенных интервалах), то есть длина — и, тем самым, гладкая структура. Произвольным образом продолжив отображение {\displaystyle R} со старой окружности так, чтобы оно переводило интервал {\displaystyle I_{n}} в интервал {\displaystyle I_{n+1}}, — например, выбрав в качестве продолжения аффинное отображение из {\displaystyle I_{n}} в {\displaystyle I_{n+1}}, — мы получаем гомеоморфизм f новой окружности с тем же числом вращения {\displaystyle \alpha }. Однако, у этого гомеоморфизма есть канторово инвариантное множество {\displaystyle K} (замыкание множества точек старой окружности), и потому он не может быть сопряжён иррациональному повороту.
Выбрав последовательность длин {\displaystyle l_{n}} так, чтобы последовательность отношений {\displaystyle l_{n}/l_{n+1}} оставалась ограниченной при {\displaystyle n\to \pm \infty }, для конструкции с аффинным продолжением можно добиться липшицевости построенного гомеоморфизма. Однако, чтобы построенное отображение было диффеоморфизмом, выбор продолжения на отрезки {\displaystyle I_{n}} следует сделать более тонко.

### Пример в классеC1{\displaystyle C^{1}}
Пример в классе {\displaystyle C^{1}} строится так, чтобы производная построенного диффеоморфизма {\displaystyle f} на канторовом множестве {\displaystyle K} — замыкании множества точек исходной окружности — равнялась бы 1 (поскольку мера Лебега на этом множестве сохраняется построенным диффеоморфизмом, это необходимое условие при такой конструкции). Поэтому, необходимо выбирать переставляющие интервалы {\displaystyle I_{n}} ограничения {\displaystyle \varphi _{n}=f|_{I_{n}}:I_{n}\to I_{n+1}} так, чтобы выполнялись следующие условия:
- (D1) Производная {\displaystyle \varphi _{n}} в концах интервала {\displaystyle I_{n}} равна 1.
- (D2) При {\displaystyle n\to \pm \infty }, производные отображений {\displaystyle \varphi _{n}} равномерно стремятся к 1.

Последнее условие необходимо, так как с ростом {\displaystyle n} интервалы {\displaystyle I_{n}} накапливаются к канторовому множеству {\displaystyle K}. Более того, несложно видеть, что эти условия и достаточны для того, чтобы построенное отображение {\displaystyle f} было бы {\displaystyle C^{1}}-диффеоморфизмом.
В силу теоремы Лагранжа, на отрезке {\displaystyle I_{n}} найдётся точка, производная в которой будет равна {\displaystyle l_{n+1}/l_{n}}. Второе условие поэтому требует, чтобы для последовательности {\displaystyle l_{n}} имело место
{\displaystyle \lim _{n\to \pm \infty }l_{n}/l_{n+1}=1.\qquad (*)}
Как оказывается, это условие на длины для построения {\displaystyle C^{1}}-диффеоморфизма является и достаточным. А именно, отображения {\displaystyle \varphi _{n}} выбираются следующим образом: на отрезках {\displaystyle I_{n}} и {\displaystyle I_{n+1}} вводятся координаты, отождествляющие их с отрезками {\displaystyle [-l_{n}/2,l_{n}/2]} и {\displaystyle [-l_{n+1}/2,l_{n+1}/2]} соответственно, и отображение {\displaystyle \varphi _{n}} выбирается как
{\displaystyle \varphi _{n}=F_{l_{n+1}}^{-1}\circ F_{l_{n}},\qquad (**)}
где
{\displaystyle F_{l}:[-l/2,l/2]\to \mathbb {R} ,\quad F_{l}(x)=l\tan {\frac {\pi x}{l}}.\qquad (***)}
Несложная выкладка показывает тогда, что производная {\displaystyle \varphi _{n}} в любой точке отклоняется от 1 в не больше, чем {\displaystyle \mathrm {const} \cdot |1-{\frac {l_{n}}{l_{n+1}}}|}, поэтому условия (*) достаточно для выполнения второго необходимого условия D2. С другой стороны, столь же несложно видеть, что условие D1 также выполнено (именно для этого тангенс в формуле (***) и умножался на l: тогда скорость ухода на бесконечность на концах это {\displaystyle 1/x}, и не зависит от длины интервала l — поэтому композиционное частное касается тождественного отображения).
Выбор любой удовлетворяющей (*) последовательности {\displaystyle l_{n}} со сходящейся суммой — например, {\displaystyle l_{n}=1/(1+n^{2}),} — и завершает построение.

### Пример в классеC1+ϵ{\displaystyle C^{1+\epsilon }}
Пример в классе {\displaystyle C^{1+\varepsilon }} предъявляется уже описанной выше конструкцией, но с более тонкими условиями на длины {\displaystyle l_{n}}. А именно, как несложно видеть, построенный диффеоморфизм будет иметь гёльдерову производную тогда и только тогда, когда производные всех ограничений {\displaystyle \varphi _{n}} равномерно по {\displaystyle n} гёльдеровы. Действительно, сравнивая производные в точках из разных отрезков, можно подразбить эту разность производными в промежуточных концевых точках (поскольку производная в концевой точке всегда равна 1), и воспользоваться неравенством треугольника (в худшем случае, удвоив константу Гёльдера).
Поскольку на отрезке {\displaystyle I_{n}} есть точка с производной {\displaystyle l_{n+1}/l_{n}} (по теорема Лагранжа) и есть точка, производная в которой равна 1 (это концевая точка), константа Гёльдера для показателя Гёльдера {\displaystyle \varepsilon } не может быть меньше, чем
{\displaystyle (|1-{\frac {l_{n+1}}{l_{n}}})/l_{n}^{\varepsilon }={\frac {|l_{n+1}-l_{n}|}{l_{n}^{1+\varepsilon }}}.\qquad (L)}
Поэтому выражение (L) должно быть ограничено при {\displaystyle n\to \pm \infty }. Как оказывается, это условие ограниченности и достаточно — явная выкладка показывает, что точная константа Гёльдера ограничения {\displaystyle \varphi _{n}} отличается от оценки снизу (L) не более, чем в константу раз. Для завершения конструкции остаётся предъявить двусторонне-бесконечную последовательность {\displaystyle l_{n}} со сходящейся суммой, для которой выражение (L) остаётся ограниченным. Примером такой последовательности является
{\displaystyle l_{n}={\frac {1}{m\ln ^{2}m}},\quad m=2+|n|,}
подходящая одновременно для всех {\displaystyle \varepsilon <1}.
Предъявляение такой последовательности и завершает конструкцию — построенный диффеоморфизм принадлежит классу {\displaystyle C^{1+\varepsilon }} с любым {\displaystyle \varepsilon <1}.